# Andreas Dörner
Andreas Dörner (* 15. Dezember 1960 in Wattenscheid) ist ein deutscher Medienwissenschaftler.

## Leben
Nach dem Studium der Sozialwissenschaften und Germanistik war er von 1989 bis 1994 wissenschaftlicher Mitarbeiter am Lehrstuhl für Politikwissenschaft an der Universität Essen. Nach der Promotion 1994 war er von 1994 bis 2004 wissenschaftlicher Mitarbeiter am Institut für Politikwissenschaft der Otto-von-Guericke-Universität Magdeburg. Nach der Habilitation 1999 zum Dr. habil. (Privatdozent für das Fach Politikwissenschaft an der Universität Magdeburg) ist er seit 2004 Professor für Medienwissenschaft an der Philipps-Universität Marburg.
Seine Forschungsschwerpunkte sind Fernsehen als politisches Medium, politische Kommunikation: Wahlkämpfe, Medienkultur und politische Kultur und Unterhaltungskultur.

## Schriften (Auswahl)
- mit Ludgera Vogt: Literatursoziologie. Literatur, Gesellschaft, politische Kultur. Opladen 1994, ISBN 3-531-22170-1.
- Politischer Mythos und symbolische Politik. Sinnstiftung durch symbolische Formen am Beispiel des Hermannsmythos. Opladen 1995, ISBN 3-531-12697-0.
- Politische Kultur und Medienunterhaltung. Zur Inszenierung politischer Identitäten in der amerikanischen Film- und Fernsehwelt. Konstanz 2000, ISBN 3-87940-676-6.
- Politainment. Politik in der medialen Erlebnisgesellschaft. Frankfurt am Main 2001, ISBN 3-518-12203-7.